# Brynolf

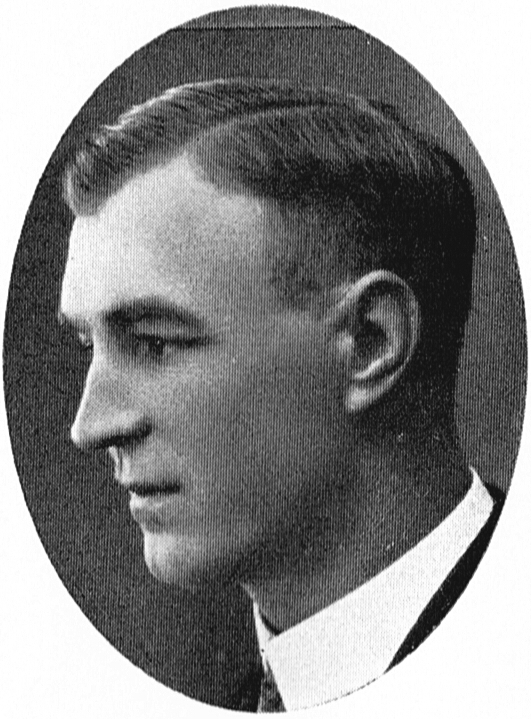
Brynolf Stattin.

Mansnamnet Brynolf är ett fornnordiskt namn som är sammansatt av orden för "brynja" och "varg" eller "ulv". Brynolf (fornsvenska Brynjulf) finns redan i runinskrifter, som denna från 1000-talet "Kättilfast lät resa stenen efter Brynjulf, sin gode fader" (Sö125 Bogsta kyrka).
Ett svenskt helgon med detta namn var biskop i Skara omkring år 1300 och namnet var vanligt i Västmanland och Värmland på medeltiden. Under 1500-talet var namnet vanligt i Västergötland. I Norge används fortfarande formen Brynjulf.
Idag är Brynolf ett mycket ovanligt namn och numera får endast ett fåtal namnet som andranamn. 
31 december 2019 fanns det totalt 532 personer i Sverige med namnet Brynolf, varav 67 med det som tilltalsnamn. År 2003 fick 4 pojkar namnet, men ingen fick det som tilltalsnamn.
Namnsdag: 16 augusti (före 1901 tidvis 6 februari, efter biskop Brynolf Algutssons dödsdag). I den finlandssvenska namnsdagslängden har Brynolf namnsdag 16 augusti sedan starten 1929, då en egen namnsdagskalender togs i bruk för finlandssvenskar.

## Personer med namnet Brynolf
- Brynolf Algotsson, biskop, saligförklarad 1492
- Brynolf Bengtsson (Bengt Hafridssons ätt), riddare, riksråd och lagman i Västergötland
- Brynolf Gerlaksson, biskop
- Brynolf Karlsson, biskop
- Brynjulf Bergslien, norsk skulptör
- Brynolf Stattin, lantbrukare och politiker
- Brynolf Wendt, ämbetsman och politiker
- Brynolf Wennerberg den äldre, målare och godsägare
- Brynolf Wennerberg den yngre, målare, tecknare och bruksgrafiker